# Leccinum
Leccinum Gray, A Natural Arrangement of British Plants (London) 1: 646 (1821).

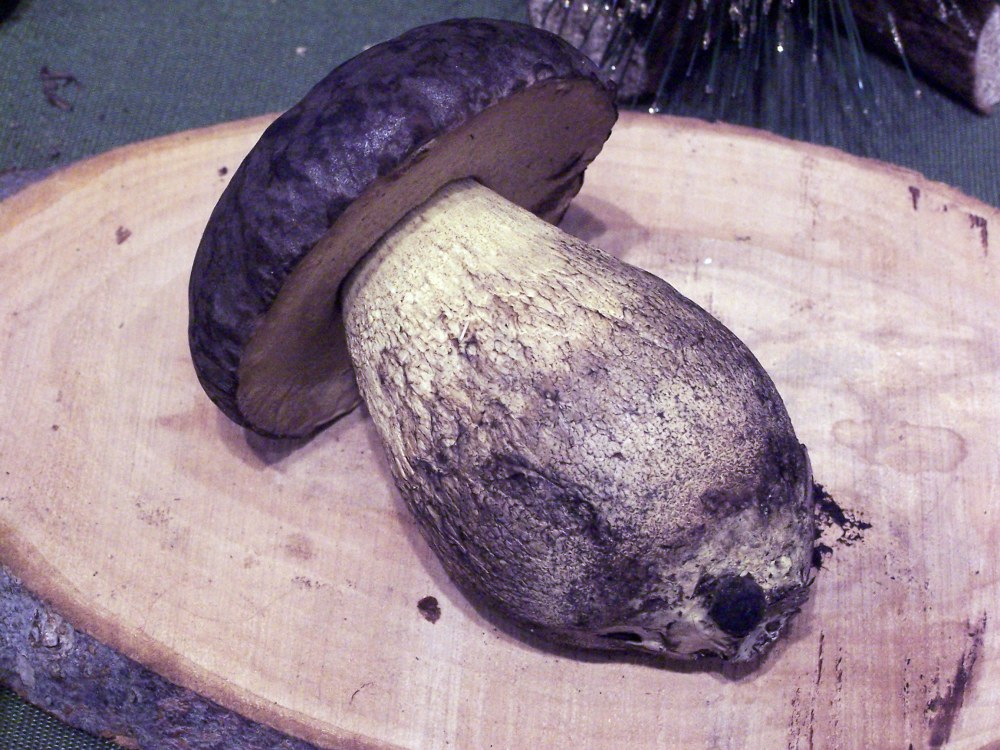
Leccinum lepidum

Leccinum è un genere di funghi terricoli simbionti appartenente alla famiglia delle Boletaceae. Analogamente al genere Boletus, anche questi funghi sono caratterizzati per la presenza di tubuli piuttosto che di lamelle.
Pur essendo meno pregiati di alcune specie del genere Boletus (ad es. porcini), sono pur sempre dei buoni commestibili, almeno per quanto riguarda il cappello. Il gambo, fibroso e molto tenace, non viene in genere consumato, anche se quello di alcune specie potrebbe essere essiccato e macinato per usarlo come condimento.
Una delle specie più rappresentative del genere è il Leccinum lepidum (vedi foto in basso), avente gambo color giallo paglierino oppure giallo sporco, cappello di color nocciola o marrone scuro;  la sua "forma" ricorda molto alla lontana, quando è in gioventù, quella di un Boletus edulis, tanto che gli inesperti lo scambiano per una sorta di "porcino".

## Caratteristiche del genere
Le principali caratteristiche di questo genere sono:
Cappelloconvesso, con cuticola a volte vischiosa, sovente eccedente il margine, con tonalità bruno-rossastre in alcuni casi tendenti al verde-bruno.
Tubulida bianco-grigi a giallo chiaro, fino a brunastri negli esemplari che hanno portato a maturazione le spore, molto lunghi, molli; in diverse specie del genere l'altezza dei tubuli è nettamente superiore a quella della carne del cappello sovrastante.
Poriconcolori ai tubuli, minuti.
Gambogeneralmente più slanciato dei Boletus, è privo di reticolo ma presenta peculiari squamosità che ne facilitano l'identificazione; qualche volta presenta "obeso" come ad esempio nel Leccinum lepidum.
Carneestremamente consistente in certi casi, in altri molliccia, biancastra o giallo tenue, immutabile o virante al rosa, al blu o al nero.

## Etimologia
Dal latino leccinum = che cresce sotto il leccio.

## Sinonimi
- Krombholziella Maire, Publ. Inst. Bot. 3(4): 41 (1937)

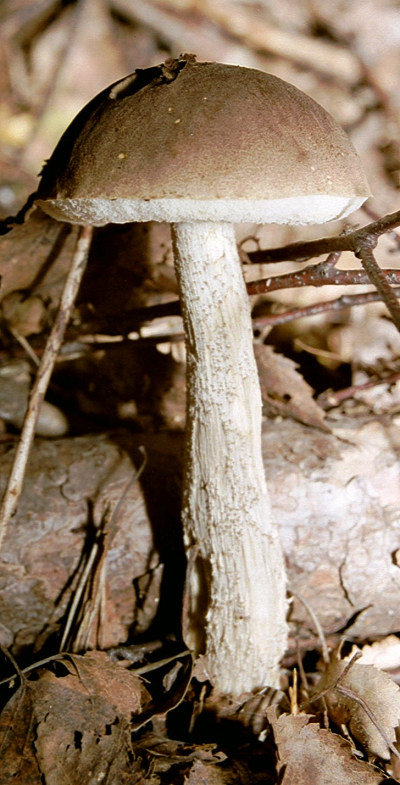
Leccinum scabrum

## Specie diLeccinum
La specie tipo è il Leccinum aurantiacum (Bull.) Gray, 1821.
Altre specie sono:
| - Leccinum atrostipitatum A.H.Sm., Thiers & Watling 1966 - Leccinum aurantiacum (Bull. 1791) Gray 1821 - Leccinum cerinum M.Korhonen 1995 - Leccinum duriusculum (Schulzer 1874 ex Kalchbr. 1874) Singer 1947 - Leccinum fuscoalbum (Sowerby 1814) Lannoy & Estadès 1994 - Leccinum holopus (Rostk. 1844) Watling 1960 - Leccinum niveum (Fr. 1815) Rauschert 1987 - Leccinum oxydabile (Singer 1938) Singer 1947 - Leccinum palustre M.Korhonen 1995 - Leccinum percandidum (Vassilkov 1944) Watling 1960 - Leccinum piceinum Pilát & Dermek 1974 | - Leccinum populinum M.Korhonen 1995 - Leccinum pulchrum Lannoy & Estadès 1991 - Leccinum quercinum E.E.Green & Watling 1969 - Leccinum roseofractum Watling 1968 - Leccinum rotundifoliae (Singer 1938) A.H.Sm., Thiers & Watling 1967 - Leccinum rufum (Schaeff. 1774) Kreisel 1984 - Leccinum scabrum (Bull. 1783) Gray 1821 - Leccinum subalpinum Thiers 1976 - Leccinum variicolor Watling 1969 - Leccinum versipelle (Fr. 1835) Snell 1944 - Leccinum vulpinum Watling 1960 |